# Кадолини, Антонио Мария
Антонио Мария Кадолини (итал. Antonio Maria Cadolini; 10 июля 1771, Анкона, Папская область — 1 августа 1851, там же) — итальянский кардинал, варнавит. Епископ Чезены с 19 апреля 1822 по 12 февраля 1838. Епископ-архиепископ Анконы и Уманы с 12 февраля 1838 по 1 августа 1851. Кардинал-священник с 19 июня 1843, с титулом церкви Сан-Клементе с 22 июня 1843.